# Milady et les Mousquetaires
Milady et les Mousquetaires (Il boia di Lilla)  est un film franco-italien réalisé par Vittorio Cottafavi, sorti en 1952.

## Fiche technique
- Titre : Milady et les Mousquetaires
- Titre italien : Il boia di Lilla
- Réalisation : Vittorio Cottafavi
- Scénario : Siro Angeli, Giorgio Capitani, Vittorio Cottafavi, Vittoriano Petrilli d'après Alexandre Dumas
- Décors : Giancarlo Bartolini Salimbeni
- Costumes : Giancarlo Bartolini Salimbeni
- Photographie : Vincenzo Seratrice
- Montage : Renzo Lucidi
- Musique : Renzo Rossellini
- Production : Nino Martegani et Giorgio Venturini
- Sociétés de production : Atlantis Film, Martegani Produzione, Venturini Film
- Année de production : 1952
- Sociétés de distribution : Comptoir français du film (France) ; Venturini Film (Italie)
- Pays de production :  France /  Italie
- Langue : Italien
- Format : Couleur - 1,37:1 - 35 mm - Son mono
- Durée : 88 min.
- Dates de sortie : 
  - Italie : 23 octobre 1952
  - France : 15 mai 1953
  - Belgique : 18 septembre 1953

## Distribution
- Rossano Brazzi : Athos
- Yvette Lebon : Milady de Winter
- Massimo Serato : le comte de Rochefort
- Armando Francioli : Herbert de la Salle
- Maria Grazia Francia : Gisèle
- Jean-Roger Caussimon : le bourreau
- Raymond Cordy